# البئر في نهاية العالم
البئر في نهاية العالم (بالإنجليزية: The Well at the World's End)‏ هي رواية خيالية بقلم الفنان والشاعر والكاتب البريطاني ويليام موريس. وقد نشرت لأول مرة في عام 1896 وأعيد طبعها عدة مرات منذ ذلك الحين، وعلى الأخص في قسمين في المجلدات العشرين والحادية والعشرين من سلسلة بلنتين لخيال الكبار في شهري أغسطس وسبتمبر 1970. وهي تتوفر أيضا في مجلد واحد إلى جانب رواية موريس المماثلة، الغابة وراء العالم (1894)، في كتاب «على مسار رومانسيات موريس: كتابان ألهما جي آر آر تولكين».